# Sigismondo Castromediano
Sigismondo Castromediano (Cavallino, 20 gennaio 1811 – Cavallino, 26 agosto 1895) è stato un patriota, archeologo e letterato italiano.

## Biografia
Sigismondo di Lymburgh-Castromediano, duca di Morciano e marchese di Cavallino, nacque a Cavallino, in provincia di Lecce, il 20 gennaio 1811, dal duca di Morciano e marchese di Cavallino don Domenico e della marchesa donna Maria Balsamo.
Studiò a Lecce presso il Collegio dei Gesuiti, ma la sua formazione culturale di stampo romantico-patriottico derivò principalmente dal magistero della madre. Nel 1848 ricoprì l'incarico di segretario del Circolo Patriottico Salentino e aderì alla Giovane Italia di Giuseppe Mazzini per dieci giorni.
Accusato di cospirazione contro la monarchia borbonica per aver partecipato ad una sommossa a Lecce il 29 giugno, il 29 ottobre del medesimo anno fu incarcerato con altri trentacinque imputati politici. Il 2 dicembre di due anni dopo fu condannato a trent'anni da scontare nelle galere di Procida, Montefusco, Montesarchio, Nisida e Ischia.
Nel 1859 Ferdinando II gli concesse l'esilio negli Stati Uniti d'America. In realtà era prevista la deportazione a Madeira (Brasile), ma Raffaele Settembrini, figlio di Luigi Settembrini, riuscì a dirottare la nave prima a Queenstown (oggi Cohb in Irlanda) e poi in Inghilterra, liberando così Castromediano e altri 67 condannati (tra cui Luigi Settembrini, Carlo Poerio, Michele Pironti, Silvio Spaventa, Emilio Maffei, Nicola Schiavoni e Salvatore Faucitano). I patrioti furono accolti a Londra e, pochi mesi dopo, Castromediano si trasferì a Torino, dove divenne sostenitore dell'annessione nel regno di Vittorio Emanuele II. Nel 1861, dopo l'unità d'Italia, si candidò nel collegio di Campi Salentina e fu eletto alla Camera dei deputati tra le file della Destra, avendo accesso al primo Parlamento Italiano. Durante la sua presenza a Torino frequentò Adele Savio di Bernstiel con la quale, al suo rientro nel Salento, intrattenne una lunga relazione epistolare.
Come deputato si preoccupò soprattutto di individuare i problemi ritenuti più urgenti per il futuro delle province meridionali: trasporti e agricoltura.
Terminata la legislatura, "il duca bianco" (come veniva chiamato), fece ritorno nel suo paese natale. Eletto consigliere provinciale, si occupò principalmente dell'arricchimento della Biblioteca provinciale e istituì il Museo archeologico (1868) intitolato a suo nome.
Raccolse in un libro, Carceri e galere politiche – Memorie, le memorie della prigionia e curò una monografia storica su Cavallino. Cagionevole negli ultimi anni di vita, continuò a svolgere l'attività di giudice conciliatore nella sua città fino alla morte, il 26 agosto 1895.

## Galleria d'immagini

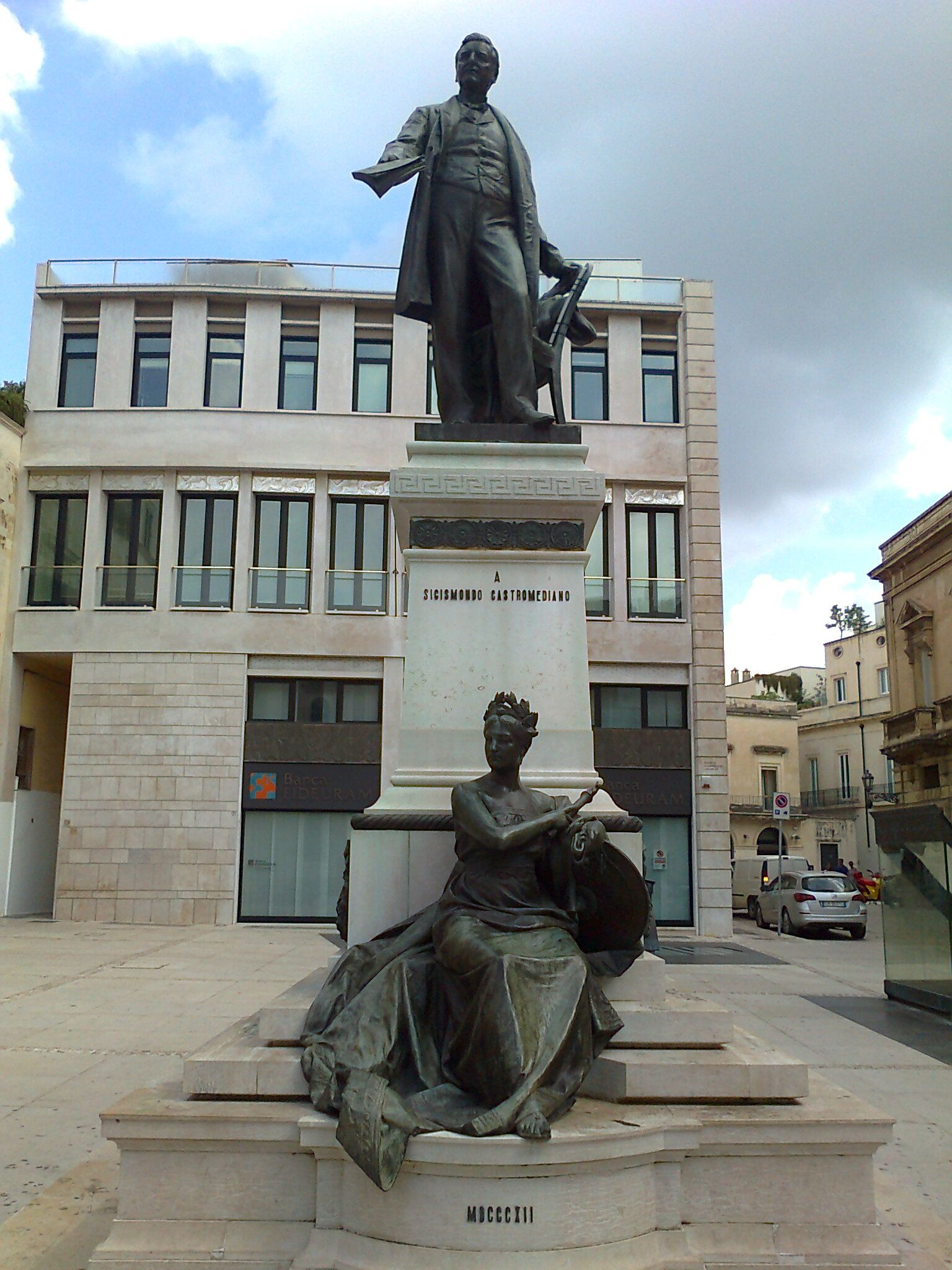
Monumento a Sigismondo Castromediano, Piazzetta Castromediano, Lecce. Bronzo di Antonio Bortone (1902).
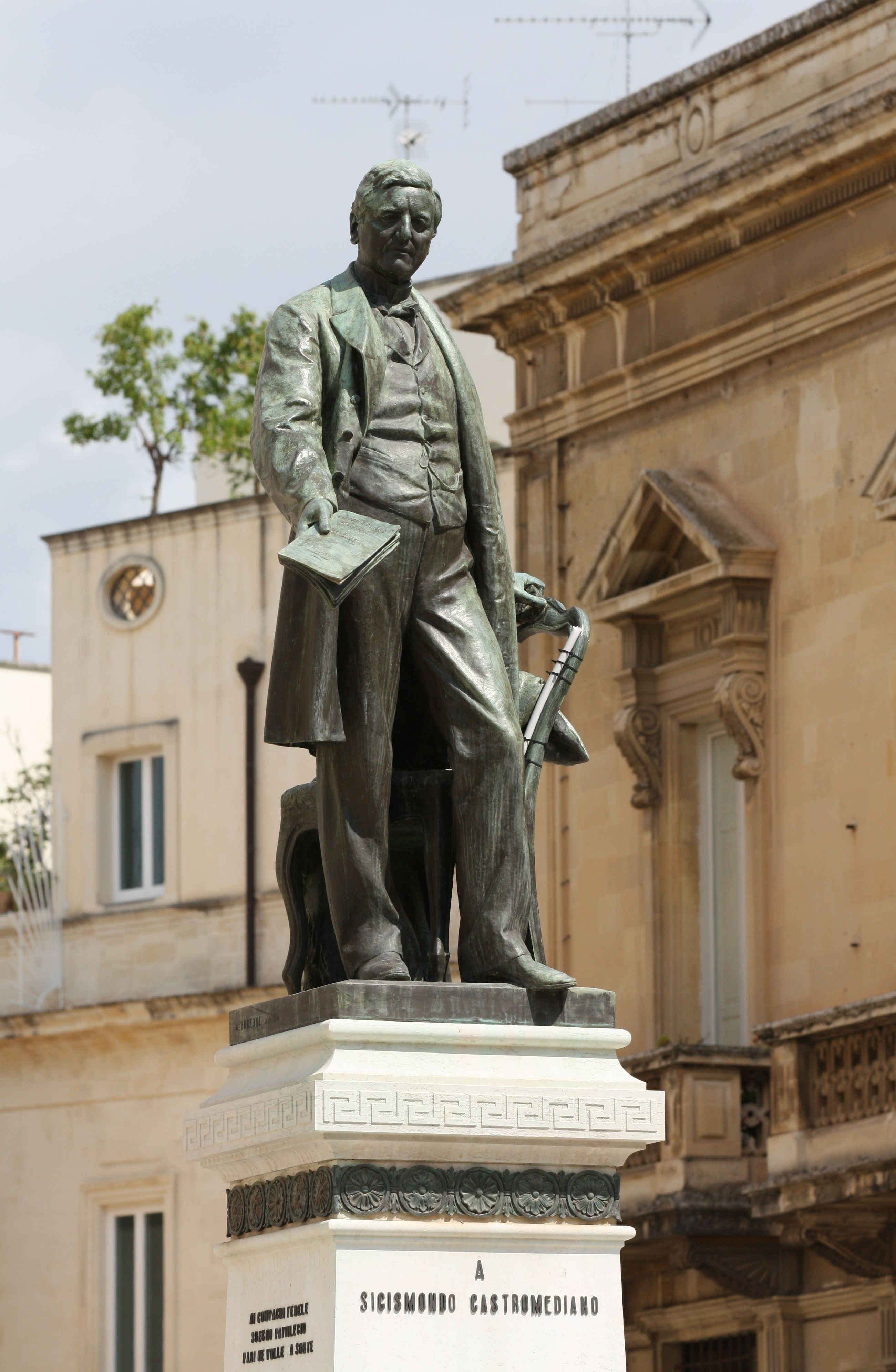
Sigismondo Castromediano
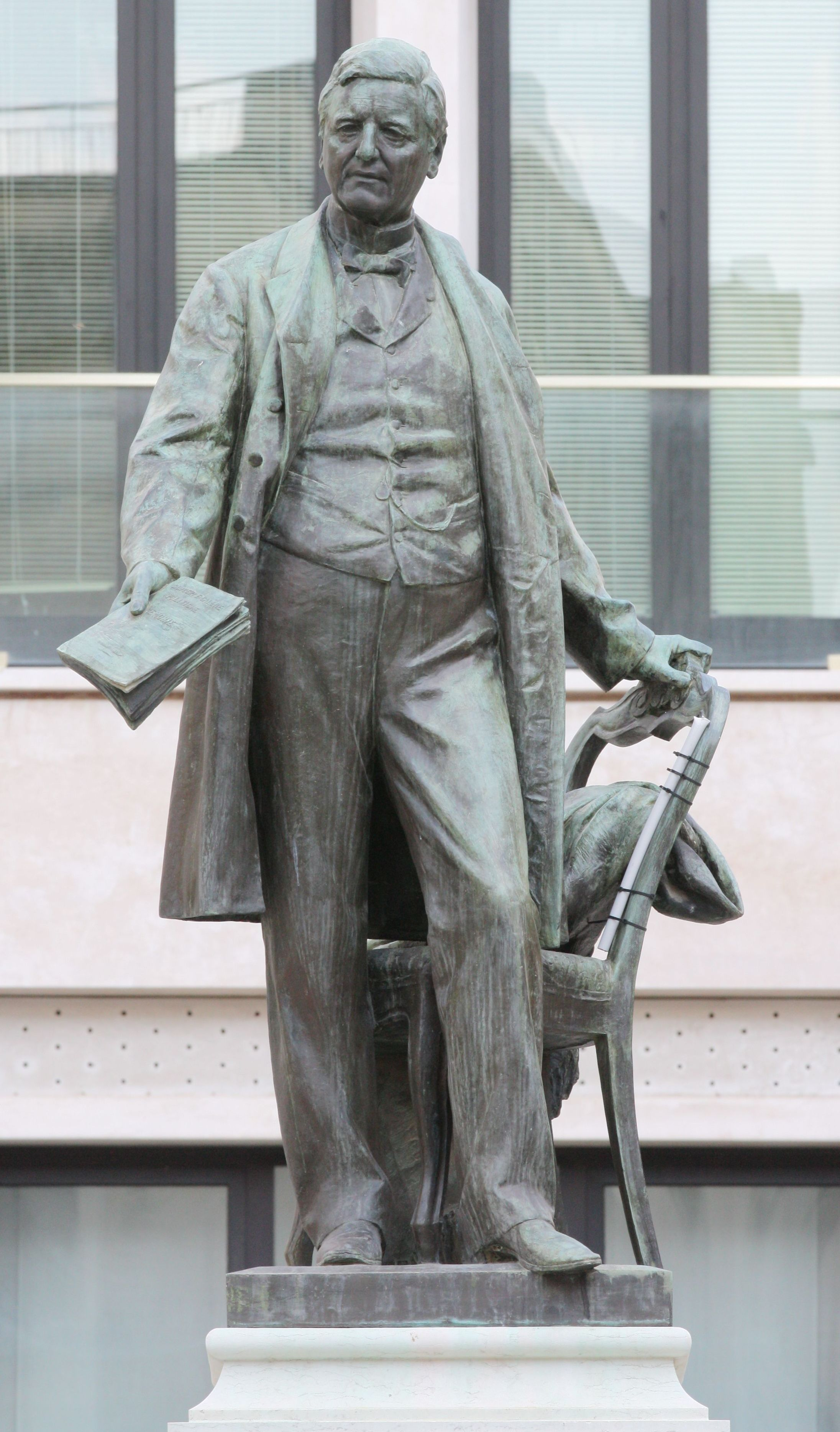
Sigismondo Castromediano
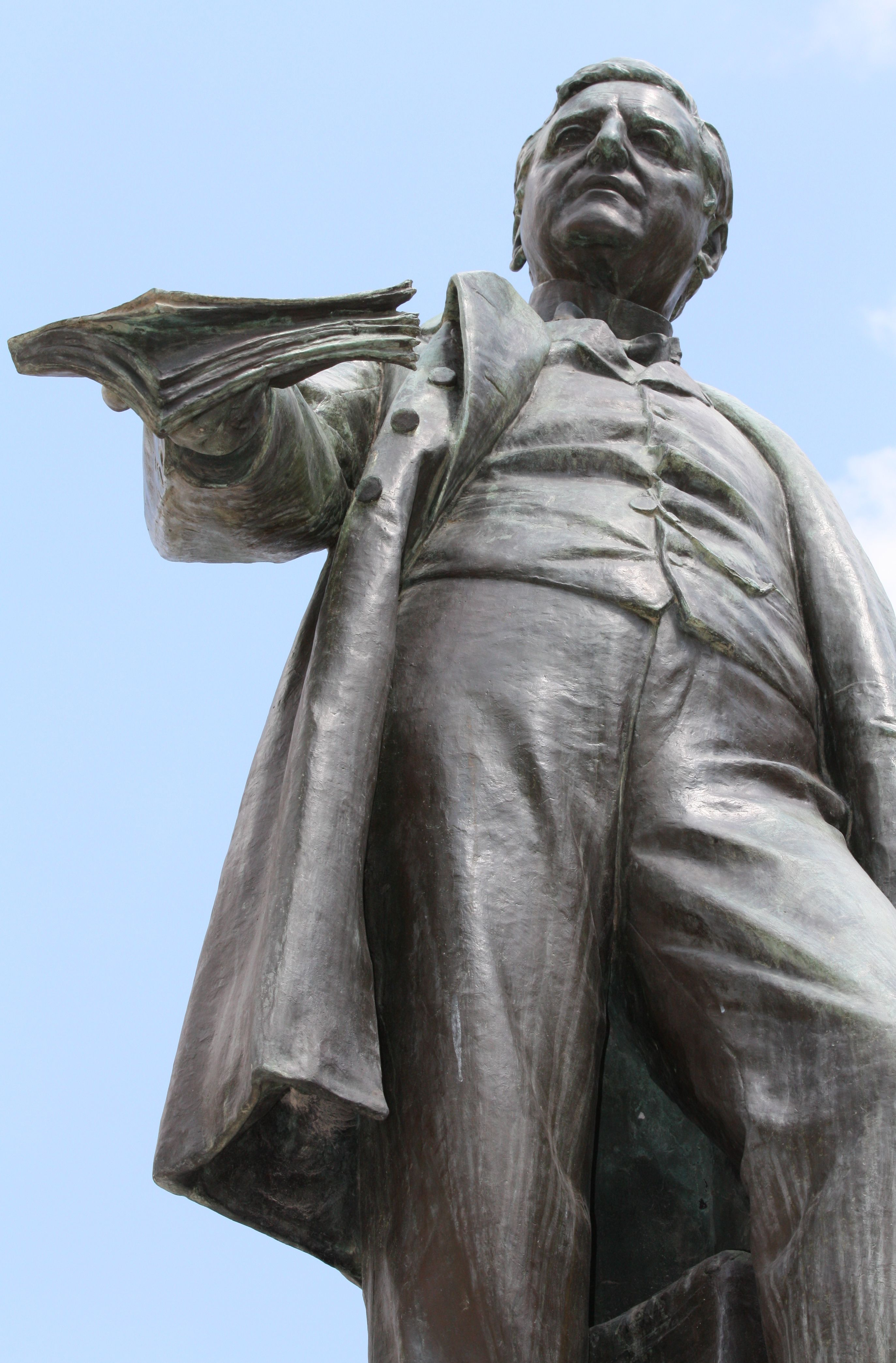
Sigismondo Castromediano
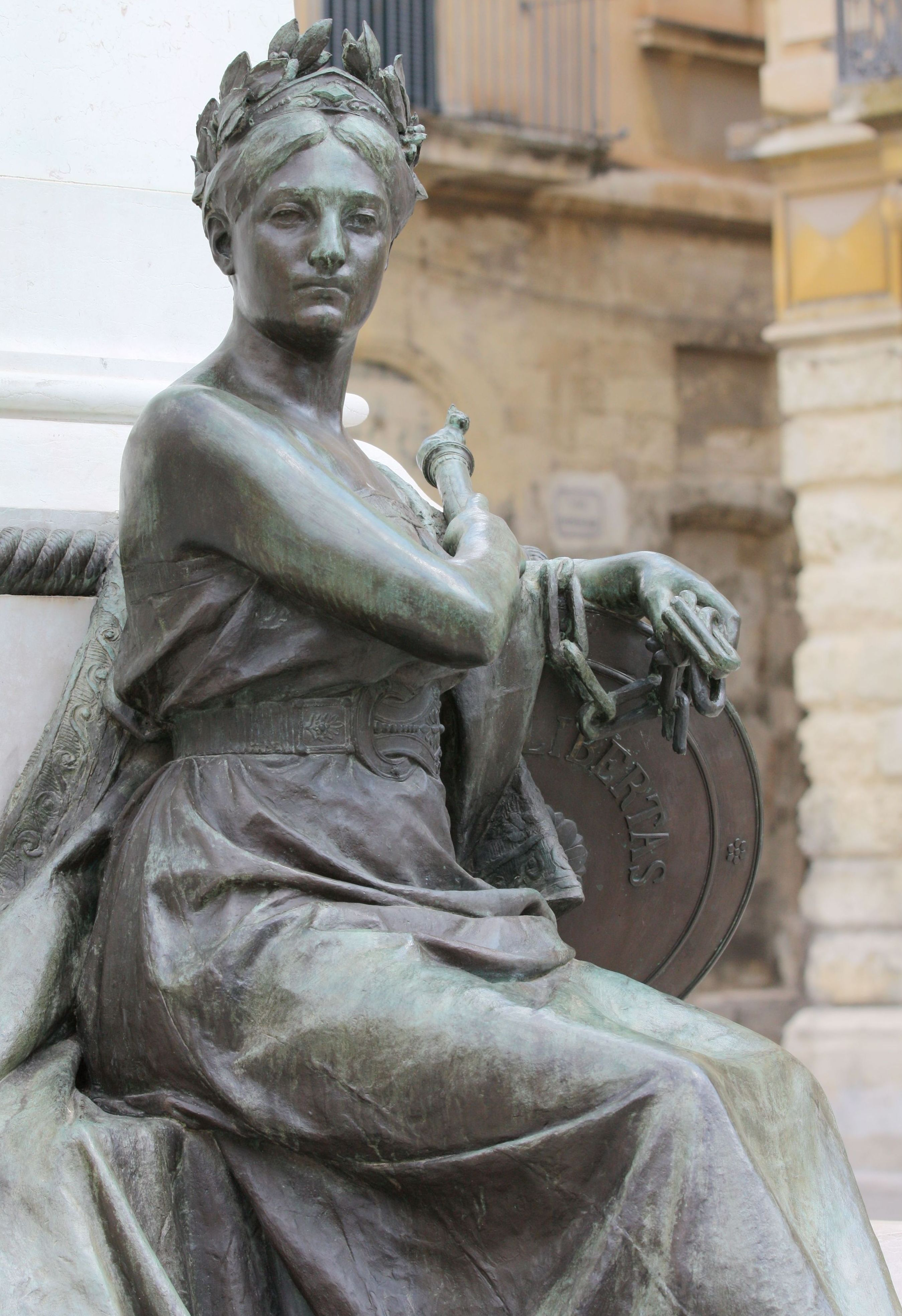
Personificazione della Libertà
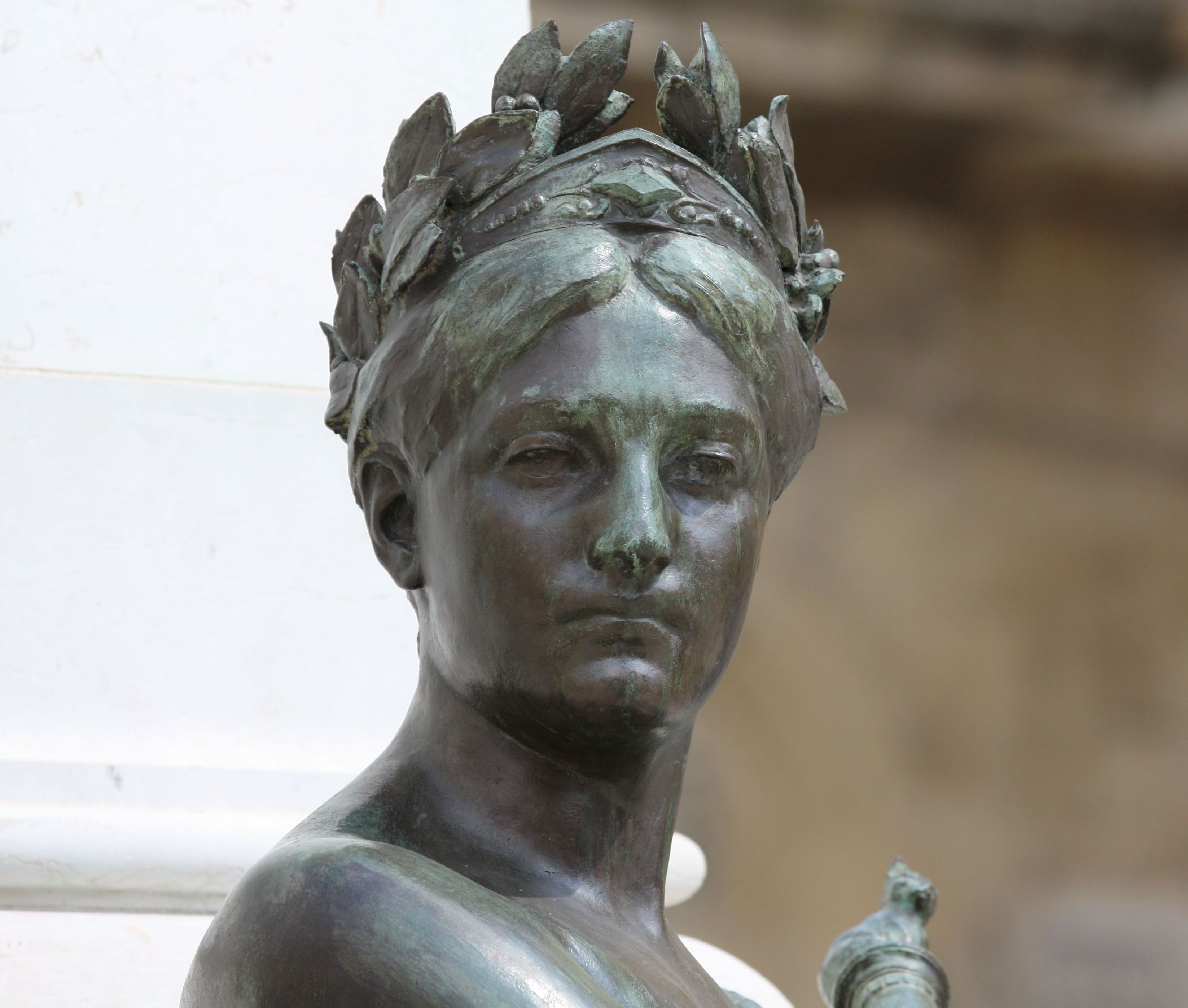
Personificazione della Libertà

## Opere
- Carcere e Galere politiche - Memorie, Lecce 1881, 1886, 1893, 1895-6, ristampa anastatica: Congedo editore, Galatina 2007